# Cencosud

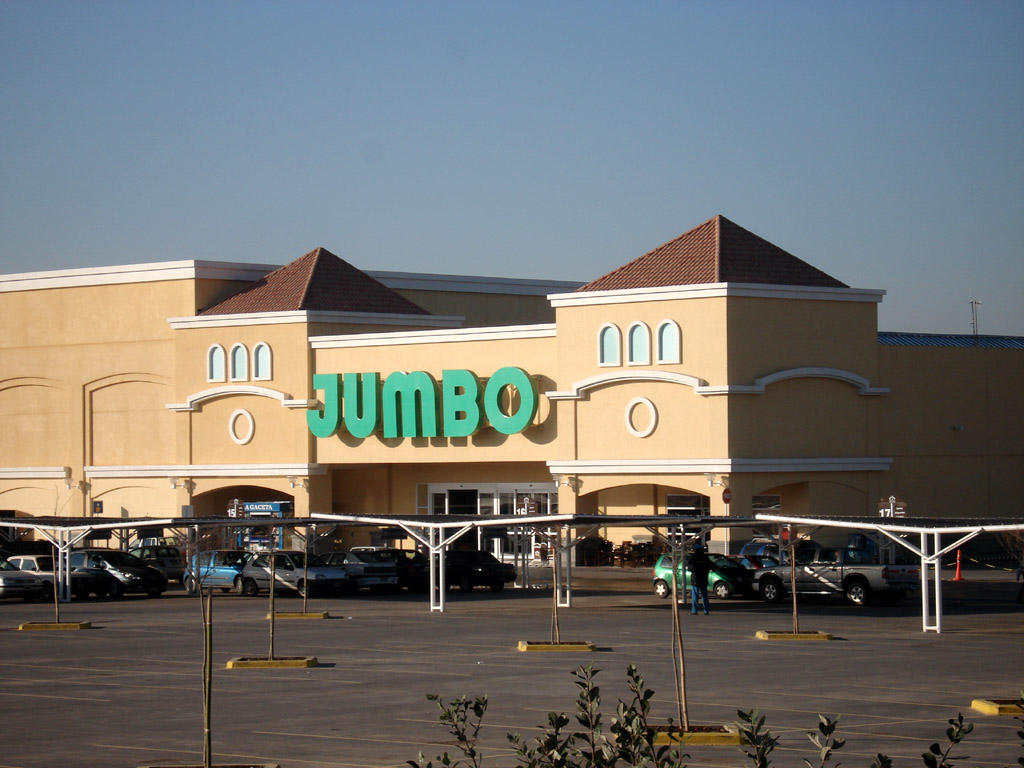
Tucuman Hipermercado Jumbo

Cencosud ist ein chilenisches Einzelhandelsunternehmen mit Unternehmenssitz in Las Condes, Santiago de Chile. Das Unternehmen wurde 1960 von dem deutschstämmigen Horst Paulmann Kemna gegründet. Von 2021 bis 2023 führte seine Tochter Heike Paulmann Koepfer das Unternehmen, die weiteren zwei ehelichen Kinder, Manfred und Peter Paulmann Koepfer, sind ebenfalls in der Unternehmungsführung aktiv. Cencosud beschäftigt rund 122.000 Mitarbeiter. 2022 wurde ein Gewinn von 396 Millionen USD erwirtschaftet, der aus einem Umsatz von 16,358 Milliarden USD resultierte.

## Struktur und Marktumfeld
Die Aktivitäten erstrecken sich über verschiedene Geschäftsbereiche wie Supermärkte, Heimwerkermärkte, Kaufhäuser, Einkaufszentren und Finanzdienstleistungen. Dies hat das Unternehmen zur stärksten diversifizierten lateinamerikanischen Kapitalgesellschaft gemacht.
Cencosud-Filialen gibt es in Argentinien, Brasilien, Chile, Peru, Kolumbien und seit 2022 auch in den USA. Zum Unternehmen gehören 998 Supermärkte, 113 Baumärkte, 49 Kaufhäuser und 67 Einkaufszentren.
Hauptkonkurrenten in Lateinamerika sind die kolumbianische Grupo Éxito, das mexikanische Einzelhandelsunternehmen Walmex sowie die brasilianische Grupo Pão de Açúcar.
2021 befanden sich 53,3 % der Unternehmensanteile im Besitz der Familie Paulmann, 20,4 % wurde von privaten chilenischen Rentenfonds gehalten, der Rest war in Streubesitz. 2023 teilte Manfred Paulmann, einer der Söhne Horst Paulmanns, der Aufsichtsbehörde in Chile mit, dass die Familie zukünftig das Unternehmen über die in Altrincham, England, eingetragene Holding PK One Limited kontrollieren werde. Laut CEO Heike Paulmann Koepfer sei dies im Zuge der Internationalisierung des Unternehmens erfolgt.

## Geschichte
Im Alter von 13 Jahren arbeitete Horst Paulmann als Telefonist in Buenos Aires. Später stellte er Holzspielzeug her. Nachdem die Familie Argentinien verlassen hatte, ließ sie sich in Temuco nieder und erwarb 1952 das Restaurant Las Brisas, welches später in ein Feinkostgeschäft umgewandelt wurde. Nach dem Tod des Vaters 1958 bauten Horst und sein Bruder Jürgen Paulmann mehrere Supermärkte auf. Im Jahr 1976 trennten sich die beiden Brüder geschäftlich. Während Jürgen Paulmann die Las-Brisas-Märkte zu einer Supermarktkette ausbaute, gründete Horst Paulmann die Hypermärkte der Marke Jumbo. Seit 1978 firmieren die Supermärkte von Horst Paulmann Kemna unter der Holding Cencosud.
Seit 2004 ist die Gruppe an der Börse von Santiago notiert (BSC:CENCOSUD).
Im Jahr 2021 wurde ein Nettogewinn von 495,136 Milliarden chilenischen Pesos (616 Millionen US-Dollar), mehr als das Siebenfache des Vorjahresgewinns, erzielt. Horst Paulmann gab den Vorstandsvorsitz an seine Tochter Heike ab, verblieb jedoch im Vorstand.
Im Jahr 2022 erwarb Cencosud 67 % der Anteile an The Fresh Market, einer US-Supermarktkette im gehobenen Segment, für 676 Millionen USD. Die Kette besteht derzeit aus 160 Filialen in 22 Bundesstaaten. Im April zog sich Horst Paulmann vollständig aus dem Vorstand zurück.
2023 teilte Manfred Paulmann, einer der Söhne des Gründers von Cencosud, Horst Paulmann, der Aufsichtsbehörde in Chile mit, dass die Familie zukünftig das Unternehmen über die in Altrincham, England eingetragene Holding PK One Limited kontrollieren werde.
Im Oktober 2023 trat das Vorstandsmitglied Matías Videla von seiner Position zurück, nachdem er zu einer Geldstrafe wegen Insidergeschäften im Zusammenhang mit dem Verkauf eigener Unternehmensanteile verurteilt wurde. Wie Diario Financiero enthüllte, drängte Horst Paulmann, verärgert über den Verkauf der Videla-Anteile, auf den Rücktritt Videlas, was zu Spannungen mit seiner Tochter Heike führte, die den ehemaligen Manager zunächst unterstützte. Im Dezember 2023 trat Heike Paulmann von dem Amt der Vorstandsvorsitzenden von Cencosud zurück, blieb jedoch Geschäftsführerin.
Neuer Vorstandsvorsitzender wurde Julio Moura Neto, ein enger Vertrauter Horst Paulmanns. Moura Neto war bereits amtierendes Mitglied des Vorstands. Er ist der erste Vorsitzende der nicht der Paulmann-Familie angehört.

## Kritik
Das Unternehmen zahlt seinen Angestellten seit Jahrzehnten nur den Mindestlohn und ist bekannt dafür, dass es seine Mitarbeiter bespitzelt und rigoros gegen Fehlverhalten der Belegschaft, wie Kleinstdiebstähle oder Benutzung von Unternehmenseigentum vorgeht und dabei Verhaftungen billigt. Ebenso sind konjunkturelle Massenentlassungen üblich.
Bis zu seinem Tod zählte Horst Paulmann zu den Verehrern des chilenischen Diktators Augusto Pinochet, während dessen Regierungszeit das Unternehmen wuchs. Auch wurde Paulmann ein enges Verhältnis zu Sektengründer Paul Schäfer nachgesagt. Es sollen Produkte in seinen Supermärkten verkauft worden sein, die von Zwangsarbeitern der Colonia Dignidad gefertigt wurden.